# Parmena
Parmena is een kevergeslacht uit de familie van de boktorren (Cerambycidae). De wetenschappelijke naam van het geslacht werd voor het eerst geldig gepubliceerd in 1821 door Dejean.

## Soorten
Parmena omvat de volgende soorten:
- Parmena algirica Castelnau, 1840
- Parmena aurora Danilevsky, 1980
- Parmena balearica Vives, 1998
- Parmena balteus (Linnaeus, 1767)
- Parmena bicincta Küster, 1849
- Parmena breuningi Vives, 1979
- Parmena cruciata Pic, 1912
- Parmena lukati Sama, 1994
- Parmena meregallii Sama, 1985
- Parmena mutilloides Sabbadini & Pesarini, 1992
- Parmena novaki Sama, 1997
- Parmena pontocircassica Danilevsky & Miroshnikov, 1985
- Parmena pubescens (Dalman, 1817)
- Parmena sericata Sama, 1996
- Parmena slamai Sama, 1986
- Parmena solieri Mulsant, 1839
- Parmena striatopunctata Sama, 1994
- Parmena subpubescens Hellrigl, 1971
- Parmena unifasciata (Rossi, 1790)